# Guinea Equatoriale ai Giochi della XXXII Olimpiade
La Guinea Equatoriale ha partecipato ai Giochi della XXXII Olimpiade, che si sono svolti a Tokyo, Giappone, dal 23 luglio all'8 agosto 2021 (inizialmente previsti dal 24 luglio al 9 agosto 2020 ma posticipati per la pandemia di COVID-19) con tre atleti, due uomini e una donna.
Si è trattata della decima partecipazione di questo paese ai Giochi estivi.

## Delegazione
| Sport            | Uomini | Donne | Totale |
| ---------------- | ------ | ----- | ------ |
| Atletica leggera | 1      | 1     | 2      |
| Nuoto            | 1      | -     | 1      |
| Totale           | 2      | 1     | 3      |

## Risultati

### Atletica leggera
| Q | Qualificato al turno successivo per la posizione in qualificazione                                                           |
| q | Qualificato per il turno successivo per ripescaggio o, negli eventi su campo, conquistando la misura minima per qualificarsi |

Maschile
Eventi su pista e strada
| Atleta          | Evento       | Batteria  | Batteria  | Semifinale      | Semifinale      | Finale          | Finale          |
| Atleta          | Evento       | Risultato | Posizione | Risultato       | Posizione       | Risultato       | Posizione       |
| --------------- | ------------ | --------- | --------- | --------------- | --------------- | --------------- | --------------- |
| Benjamín Enzema | 1500 m piani | 3'48"17   | 14º       | Non qualificato | Non qualificato | Non qualificato | Non qualificato |

Femminile
Eventi su pista e strada
| Atleta          | Evento      | Batterie preliminari | Batterie preliminari | Batteria        | Batteria        | Semifinale      | Semifinale      | Finale          | Finale          |
| Atleta          | Evento      | Risultato            | Posizione            | Risultato       | Posizione       | Risultato       | Posizione       | Risultato       | Posizione       |
| --------------- | ----------- | -------------------- | -------------------- | --------------- | --------------- | --------------- | --------------- | --------------- | --------------- |
| Alba Mbo Nchama | 100 m piani | 13"36                | 8ª                   | Non qualificata | Non qualificata | Non qualificata | Non qualificata | Non qualificata | Non qualificata |

### Nuoto
| Atleta               | Gara              | Batterie | Batterie | Semifinali      | Semifinali      | Finale          | Finale          |
| Atleta               | Gara              | Tempo    | Pos.     | Tempo           | Pos.            | Tempo           | Pos.            |
| -------------------- | ----------------- | -------- | -------- | --------------- | --------------- | --------------- | --------------- |
| Diosdado Miko Eyanga | 50 m stile libero | 31"03    | 73º      | Non qualificato | Non qualificato | Non qualificato | Non qualificato |